# Triphleba alpestris
Triphleba alpestris är en tvåvingeart som först beskrevs av Schmitz 1921.  Triphleba alpestris ingår i släktet Triphleba och familjen puckelflugor. Inga underarter finns listade i Catalogue of Life.